# Espelma curta neutral
Una espelma curta neutral (en anglès: Short Candlestick) és una espelma japonesa caracteritzada per un cos petit i una ombra superior i inferior encara més petites en relació al cos. Pot ser blanca o negra en funció de l'obertura i el tancament, però el rang és tant mínim que el color no és d'especial significació. Per si sola té poca significació i s'acostuma a interpretar en conjunció amb la resta d'espelmes del context en què apareix.

## Criteri de reconeixement
1. . El cos és molt petit
2. . Les ombres superior i inferior encara són més petites

## Explicació
El rang mínim entre màxim i mínim, i d'obertura a tancament, indica tant l'equilibri de forces entre bulls i bears, com la indecisió d'ambdós.

## Factors importants
Per si sola té poca significació; segons el context, i en conjunció amb altres espelmes, pot formar part d'un patró de continuació de tendència, o de canvi d'aquesta. Per exemple si apareix després d'una llarga tendència alcista i seguint a una espelma blanca, podria estar formant un estel vespertí baixista que anticipa un canvi de tendència d'alcista a baixista. Per contra si apareix al final d'una tendència baixista podria estar formant un estel matutí alcista.